# Середньоічинський
Середьоічинський (рос. Среднеичинский) — селище у Сєверному районі Новосибірської області Російської Федерації.
Входить до складу муніципального утворення Потюкановська сільрада. Населення становить 96 осіб (2017).

## Історія
Згідно із законом від 2 червня 2004 року органом місцевого самоврядування є Потюкановська сільрада.

## Населення
| 2002 | 2007 | 2010 | 2016 | 2017 |
| ---- | ---- | ---- | ---- | ---- |
| 145  | ↘132 | ↘111 | ↘98  | ↘96  |